# Słownik Kangxi

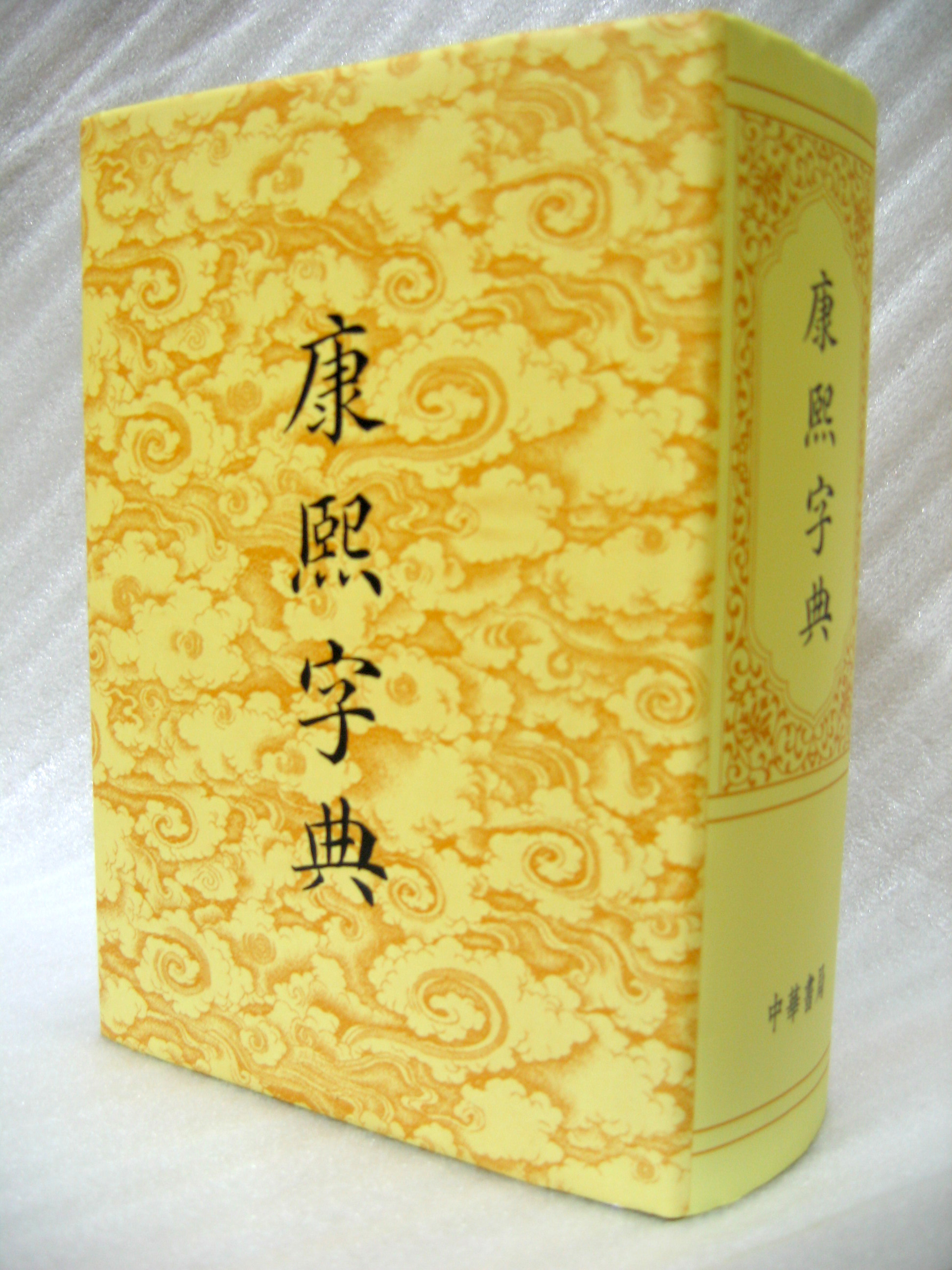
Słownik Kangxi

Słownik Kangxi (chiń. 康熙字典; pinyin Kāngxī zìdiǎn) – wielki słownik języka chińskiego, skompilowany na początku XVIII w. na rozkaz cesarza Kangxi z mandżurskiej dynastii Qing i wydany po raz pierwszy w roku 1716. Ustabilizowano wówczas istniejący wcześniej słownik Zihui oparty na wykorzystaniu 214 tzw. kluczy, czyli podstawowych elementów znaków pisma chińskiego. Słownik Kangxi obejmuje 47 tysięcy znaków, podaje wymowę słów w tradycyjnym systemie fanqie.

## Przygotowanie
Redaktorzy słownika Kangxi, Zhang Yushu (張玉書) oraz Chen Tingjing (陳廷敬), opierali się na dwóch słownikach napisanych w czasach dynastii Ming: Zihui z 1615 roku (字彙, Zbiór znaków) autorstwa Mei Yingzuo (梅膺祚) oraz Zhengzitong (正字通, Właściwe użycie znaków) z 1627 roku, napisany przez Zhang Zilie (張自烈).
Ponieważ cesarski edykt nakazywał utworzenie słownika w zaledwie 5 lat, jego pierwsza wersja roiła się od błędów. XIX-wieczny cesarz Daoguang polecił znaleźć je i nanieść do słownika stosowne poprawki. Wydane w 1831 roku nowe wydanie słownika, zatytułowane Zidian kaozheng (字典考證), zawierało wykaz 2588 błędów w słowniku Kangxi, w większości w cytatach.
Nowe wydanie słownika zawierało 47035 znaków i 1995 graficznych wariantów znaków o tej samej wymowie i znaczeniu. Łącznie dało to 49930 różnych ideogramów. Kolejność znaków w słowniku oparto na wykorzystaniu 214 tzw. kluczy, czyli podstawowych elementów znaków pisma chińskiego, oraz na ilości kresek w każdym znaku. Choć 214 kluczy po raz pierwszy użyto w słowniku Zihui, dopiero po wydaniu Kangxi zidian udało się spopularyzować ten podział zapisu tradycyjnych chińskich znaków. Dlatego klucze te do dziś noszą nazwę "kluczy Kangxi".
Słownik Kangxi został zapisany i opublikowany w wielu formach, począwszy od pochodzących ze starej dynastii Qing drewnianych bloków, poprzez tradycyjną chińską oprawę na specjalnym papierze, skończywszy na dostępnej w internecie formie cyfrowej.

## Struktura słownika Kangxi
- Wstęp cesarza Kangxi: ss. 1-6 (御製序)
- Instrukcja użycia słownika: ss. 7-12 (凡例)
- Wymowa znaków: ss. 13-40 (等韻)
- Szczegółowa tabela kluczy: ss. 41–49 (總目)
- Uproszczony spis treści: ss. 50-71 (检字)
- Słownik: ss. 75–1631
  - Główny tekst słownika: ss. 75-1538
  - Uzupełnienie – spis treści: ss. 1539–1544 (補遺)
  - Uzupełnienie: ss. 1545–1576
  - Aneks – spis treści: ss. 1577–1583 (備考)
  - Aneks: ss. 1585–1631
- Posłowie: ss. 1633–1635　(後記)
- Badania nad tekstem: ss. 1637–1683 (考证)